# 나루호도 류이치
나루호도 류이치(일본어: 成歩堂龍一, 1992년 또는 1993년 ~ )는 역전재판 시리즈에 등장하는 가공의 인물로, 1·2·3·5편의 주인공이다. 영어판에서의 이름은 피닉스 라이트(영어: Phoenix Wright)이다. 성우는 일본에서 타쿠미 슈(게임 『1』~『4』)/콘도 타카유키(게임 『5』~『6』)/카지 유우키(TV 애니메이션), 대한민국에서는 정재헌이 맡았고, 어린 시절은 곽규미가 맡았다.

## 이름의 유래
나루호도는 '과연, 그렇구나, 역시' 등의 뜻을 가진 '成程(なるほど)'에서, 류이치는 사카모토 류이치에서 따왔다. 개발 당시에는 소카 나루호도(일본어: 爽果 そうか なるほど)로 되어 있었다. Phoenix는 어떠한 재판에서도 지지 않으며, 불굴의 의지를 가진 모습을 불사조에 비유한 것이고, Wright는 '옳은'이라는 뜻의 right와 발음이 같다.

## 인물
직업은 형사사건 전문 변호사. 후에 피아니스트가 된다. 생년월일은 확실하진 않지만 1992~93년도에 태어난 걸로 추정된다. 출신지등의 상세정보는 불명(사무소에 들어올때, 통근을 위해 가까이 이사온 것으로 보아 대학생 때는 먼 곳에 살던 것으로 생각된다.)

## 가족구성
부모에 대해선 불명이지만 조상은 나루호도 류노스케(조상 역시 변호사), 외동 아들이며 결혼은 하지 않은 상태지만 역전재판4에선 양부로서 미누키와 같이 살고 있다.

## 성격
임팩트 강한 캐릭터가 많은 역전재판 시리즈 안에선 비교적 착실한 인물이다. 변호사때는 생각하는 걸 들키기 쉬워서, 다른 사람이 나루호도가 동요한다는 걸 간파하는 일이 많았다. 그리고 대학생때는「울보」로 어린이 같은 성격이었지만 친구들에게선「우리중에 제일 어른스럽다」라고 불리던 모양이다 1~3, 소역(소생하는 역전)에선 주로 다른 사람의 발언을 파고들어 지적하는 일이 많았지만, 드물게 역으로 당하는 일도 있다. 7년 후의 4에선 외모가 대폭 바뀌어 오도로키 호우스케와 말할 때는 야유나 은유를 담아 말하는게 많지만, 메이슨시스템의 회화를 보면 실제 성격은 거기까지 변하고 있진 않다. 또한, 1~3, 소역 때와는 달리 생각하는걸 다른 사람이 잘 읽을 수 없는 것 같다. 4에선 미누키에게 가류 웨이브의 DVD를 사주기 위해 용돈을 15년분(1개월 분이 500엔이니까 대략 9만엔)을 가불해주는 일면도 보인다. 또 웃으면서 "미누키에겐 당할 수 없는걸"이란 말도 한다.
역전재판5부터는 그때는 있지만, 땀을 뻘뻘흐른것 보면 그만큼 여유가 생겼다.물론 1~3과 4에 성격은 정반대이지만.5때는 그때 그성격을 가진것 같다.

## 역사
초등학교 4학년 때, 당시 동급생이었던 미츠루기의 급식비가 들어있던 봉투를 훔쳤단 의심을 받아 학급재판까지 이어졌지만, 피해자 미츠루기 본인, 그리고 같은 동급생이었던 야하리 마사시의 변호에 의해 구해졌다(이 때 미츠루기 본인은 범인이 야하리 마사시라는 것을 대충 알고 있었던 모양). 이게 결정적이 되어 나루호도는 두 사람과 친구가 되지만, 머지않아 미츠루기는 전학을 가버리고 말았다. 대학 2학년때, 전학가서 만날 일이 없던 미츠루기가 변호사가 되겠다던 초등학교때의 꿈과는 정반대의 검사가 되어버리고, 미츠루기 주위에 퍼져있는 검은 소문을 알게되어, 미츠루기를 만나기 위해 자신이 변호사가 되겠다고 결심. 3학년 때는 원죄로 살인사건의 피고인이 되었지만, 후에 스승이 되는 아야사토 치히로의 변호로 무죄판결을 받았다. 2014년 용맹대학 예술학부를 졸업. 법학부가 아닌 것은 상기 대로 입학당시엔 법률가가 꿈이 아니었기 때문으로 예술학부로 전형한 이유로서 4 한정판의 부속 소프트 역전재판사전에 "셰익스피어 배우를 목표하고 있었다" 라고 기록되어 있다. 그 후, 사법시험에 합격해 "아야사토 법률사무소"에 입소. 하지만 소장인 치히로가 사망하고 치히로의 여동생 아야사토 마요이와 같이 "나루호도 법률사무소"(4에선 "나루호도 예능사무소"라 되어있다)를 설립한다. 2019년 2월(3 5화)에서 치히로에게(하루미의 영매에 의해 등장) "한사람의 변호사"라고 인정받는다. 하지만 2개월 후(4 제4화에서 회상)에 위조된 증거품을 제출해버려 법조계를 떠나게 된다. 그 후엔 미누키를 의붓딸로 받아들이고 "피아니스트"로 부활해 사건의 진상을 뒤쫓게 된다. 그리고 1년뒤 변호사 자격을 다시 회복하여 변호사로 등장한다.

## 용모
신장 176cm, 체중은 보통이다. 어깨가 넓고 목이 굵다. 옷은 변호사가 되어서부터 무슨 일이 있어도 언제나 파란색 계통의 슈츠에 빨간색 계통(디렉터 타쿠미 슈에 의하면 핑크)의 넥타이. 이 슈츠는 몇벌을 가지고 있는지 단벌인지는 불명(만화판에선 "나들이옷"이라고 말한다). 수염은 기르지 않았다. 특징적으로 삐죽삐죽 머리를 하고 있지만 이건 일부러 세팅하는게 아닌 듯 하다. 본인에 의하면 "어릴때부터 이런 머리"로, 초등학교와 대학교때의 모습을 게임에서 볼 수 있는데 확실히 같은 머리모양이다. 극중에선 이 삐죽삐죽한 머리에 대해서 말하면 바보취급하는 말이 많아 외모에 컴플렉스를 많이 가지고 있다. 또 눈썹도 매우 삐죽삐죽하다.
3에서 등장한 대학생 시절의 그는 빨간 하트에 "RYU"라고 적혀있는 핑크색 스웨터를 입고 있다. 이 너무나도 심한 페션센스에 경악한 팬도 적지 않다. 또 인물파일 중에 그의 사진도 포함되어 있지만 "사진이 잘 안나왔네"라며 평가가 나쁘다. 본인도 "다시 찍는게 좋을지도"라고 생각하는 것 같다
4에선 파카에 트레이드 마크인 머리와 눈썹을 숨기는 "PaPa"라고 글자가 들어간 니트모자, 그리고 무정하게도 전 시리즈의 모습이 거의 남지 않은 모습으로 등장. 이 모습은 팬들에게 큰 충격을 주었다.
나이에 비해 늙어보이는지, 극중에선 "형, 오빠"라고 불리는 것 보단 "아저씨"라고 불리는 일이 많다. 본인은 그걸 기분 좋게 생각하지 않는다. 하지만 30세를 넘겨 젊음의 조건이 없어져버리자, 4에선 스스로 "이제 젊진 않지"라고 말하기 시작했다

## 체질
특별한 병은 없고 건강한 모양(단 한번 기억상실증에 걸린 일이 있다). 오히려 너무 불사조에 뺨치는 건강체질이라 탈이다. 일생에 감기에 걸린 적이 단 4번밖에 없고, 불타는 다리 위에서 떨어져도 몸살감기로끝나고 차에 받혀 10미터를 날아가 머리를 박는 등의 큰 사고를 당해도 멀쩡히 걸어다닌다. 4에선 사고로 입원중에 의사가 포도주스를 금지했지만 왜 금지당했는지는 불명(원래 포도주스가 아닌 와인이었지만 전연령 대상으로 하기 위해 변경). 한 때, 맹독이 들어있었던 유리병을 씹어먹고 아무렇지도 않은 듯 살아있다. 또 감기에 걸리거나 고열이거나 높은 곳에 오르면 얼굴이 초록색이 된다
. 카루마 메이의 채찍 세례와 고도 검사가 던진 커피 잔에 얼굴에 커피를 맞아도 상처는커녕 멀쩡하다.

## 취미, 특기
기계에는 서툴러서 조금 밖에 못 만진다. 자격은 변호사 자격만(4에선 이것 조차 없다)있고, 자동차 면허도 없다.이동은 자전거나 택시로 하는 모양. 변호사인데도 불구하고 법률을 잘 알고 있지는 않은 것 같고 치히로의 유품인 책을 읽을 때는 "조금 읽으니까 머리가 아파졌어"라고 말한다. 그러나 육법은 제대로 공부하는 것 같고 마요이가 "반합이 왜 찌그러져있는거야?"라고 물었을 때 "육법전서에는 없었어"라고 대답하고 있다. 또 4에선 실종선고의 이야기를 하거나 자신이 담당하지 않는 민사 법률에 대해서도 어느정도 지식을 가지고 있는 것 같다.
4에선 피아니스트를 하는데도 불구하고 피아노는 거의 치지 않는다. (미누키의 말에의하면 실력이 엉망진창이라고...) 변호사자격이 박탈되고 얼마 되지 않았을때는 건반의 배치도 모르는 상태였다. 또 시끄러운 손님의 요청으로 가끔 연주하는 일은 있어도 "대부분 한번 연주하면 입을 다문다"라는 것 같다. 복권이나 경마등 도박을 하는 장면은 없지만 마요이와 트럼프로 승부해서 5만엔을 뺏긴 일이 있다(나루호도는 진심으로 하지 않았지만). 4에선 러시아 요리점에서 포커 승부를 하고 있지만 돈이나 물건을 거는 도박은 아닌 것 같다. 이 포커승부에서 진 적은 7년간 한번도 없는 모양이지만 실제로 대승부를 할 때는 미누키의 능력을 써서 상대의 동요를 읽어내고 있다.
농담의 센스는 전무해서, 장소의 분위기를 생각하지 않고 농담을 해 주위 사람에게 분노를 사는 일이 많다. 또 2 제3화에선 피에로 토미가 "개그로 날 웃기면 정보를 주마"라고 말하자 도전했으나 보기좋게 실패해서 "지금 죽고싶어"라고 말하기도 했다. 특촬영웅방송 "토노사맨"을 봤을 땐, "뭐야, 이 시대착오적인 비주얼은!"이라고 말하는 등 별로 좋아하진 않다. 4에선 아야사토 마요이로 생각되는 인물에게 시리즈 전 작품의 DVD를 받아 리포트를 쓰고 있다. 어떤 스포츠에 자신 있는가는 불명. 2에선 재주넘기를 해보란 말에 "못해"라고 말하고 있어서 운동신경은 뛰어나지 않은 모양. 또 범인에게 맞는 등 증거품을 빼앗긴 적이 있기 때문에 싸움은 못하는 것 같다. 하지만 정확히는 불명이며, 일부 플레이어들은 "'심성이 착해서' 싸움을 안하려고 한다." 라고 말하기도 한다. 문을 때려부수거나 한 적도 있기 때문에 확실히 힘은 센 것으로 보인다.

## 사무소나 자택
나루호도의 사무소는 전 아야사토 법률 사무소였던 건물로 소유주였던 아야사토 치히로의 희망도 있어 그대로 계승한 것. 사무소에는 접수와 소장실이, 그리고 욕실이 있다(다만 회화상에서 나왔을 뿐 그래픽은 없다) 소장실에는 치히로의 유품인 법률책이나 관엽식물(코르디니네, 스트릭터라는 종, 역전재판 2에서 조사해보면 이름은 찰리라고 한다)의 화분이 소중하게 놓여져있다. 또 소파등 의뢰인도 사용하는 가구는 생각보다 돈이 드는 것이 많아서, 데스크나 PC등은 심플한 것이 많다(이건 치히로의 신조였다). 하지만 나루호도는 데스크보단 소파에 앉아 TV를 보는 일이 많은 것 같다. 소장실에는 포스터가 한장 붙여져있는데 이게 가끔씩 바뀌기도 한다(타이틀 불명이지만 치히로가 보고 처음으로 울었다고 하는 영화의 포스터 -> 토노사맨 포스터 -> 원래 영화 포스터).
빌딩 정면에는 "호텔 반도"(구 반도호텔)이 있다. 4에선 미누키의 마술용 소도구등으로 소장실이 가득 찼다. 일단 피아노도 놓여져있지만, 거기에도 소도구를 놓아 둘 뿐 아니라 "호텔한테서 항의가 온다"란 이유로 안 쓰는 모양이다. 사무소의 방음시설은 전무한 것 같아서 미누키가 "옆방에서 비디오를 녹화하는 소리가 들린다"라고 말하고 있다. 자택에 대해서는 맨션 인것 이외엔 불명, 게임 본편에서 자기방에서 자다 걸려온 전화를 받는다고 하는 장면이 있었지만 깜깜한 배경에 대사밖에 표시되지 않았다
또 4의 시점에서 나루호도가 아직 그 맨션에 살고 있는 가는 불명. 상기와 같이 이 사무소는 거주공간의 기능을 충분히 겸비하고있다. 또 1의 시점에서는 조수 마요이가 사무소에 살고 있던 것 같다.

## 전기 시리즈
보통 변호사는 동시에 의뢰를 몇 개라도 받지만, 나루호도는 한 번에 하나씩 밖에 받지 않는다(이 게임의 세계의 재판은 1심 법정에서 최장 3일 안에 끝내지 않으면안된다는 사정도 있다). 지금까지 극중에서 나루호도가 피고인의 변호를 담당한 16개의 사건(1에선 DL6호 사건과 자신이 피고인이 되는 걸 포함해 6건, 2에서 4건, 3에서 제2화를 도난 사건과 살인 사건으로 나눴을 때 4건, 소생에서 1건, 4에서 밝혀진 1건)중에 무죄판결을 받은건 14건.
나루호도가 맡은 의뢰인은 무죄임에도 불구하고 유죄판결 직전 절체절명의 핀치인 것이 많다.
하지만 나루호도는 사소한 증언의 모순도 놓치치 않고 파고들어 확실한 모순을 찾지 못할 때에는 계속 반복해서 증언을 꺼내 모순되는 증거를 제출한다란 것으로 대부분의 사건을 무죄판결 받고 있다. 친구 야하리를 누명에서 구해낸 최초의 법정부터 그 모습을 보고 있던 스승 아야사토 치히로부터 "공포의 트집잡기맨" 이란 별명이 붙여졌다
수치상으론 훌륭한 성적을 올리고 있지만 비교적 의뢰는 한달에 한번오면 좋을까 하는 수준으로 1 제3화의 "어쩌지, 이번달 집세…" 란 대사나 4화에서 미츠루기에게 "이번달의 집세도 전액 지불해 줘" 란 것에서 알 수 있듯이 그 달의 집세도 지불 할 수 있는지 지불 할 수 없는지의 상태. 의뢰인엔 미츠루기(검사)나 맥시밀리언 갤럭티카(세계적 마술사)같은 고액소득자도 있지만 마요이(영매사)나 스즈키 마코(경찰관, 후에 웨이트리스로 전직. 두 번 모두 나루호도의 변호를 받았다)같은 저소득자도 있고 결과적으로 야하리 같은 의뢰료를 지불하지 않는 사람도 있기 때문에 수입은 안정되어 있지 않다
하지만 상기의 담당사건은 어디까지나 게임속에서 담당한 사건이다. 1 제4화의 시점에선 "3건 밖에 담당하지 않았다"라는 발언이 있지만 소생에서 이후 2개월 사이에 몇건의 의뢰가 왔다는 발언이있다는 걸로 보아 그 이후에 게임에서 볼 수없는 의뢰를 받았을 가능성이 있다(하지만 "의뢰를 받을 기분이 아니었다"란 발언에서 의뢰를 거절하고 있다고 생각된다). 게임중에서 볼 수 없는 사건으로 몇건이나 무죄 판결을 받았는지는 모르지만 2 제4화에선 "완전 무패의 경력"이라고 말해지기 때문에 아마 1건도 유죄판결을 내지 않았다고 생각된다

## 후기 시리즈
어떤 사건에 의해 변호사를 그만두고, 미누키를 양녀로 맞아 사무소를 나루호도 예능사무소로 바꿨다 예능사무소가 된 이유는 미누키의 제안에 의한 것. 자칭 피아니스트라고 하지만, 피아노는 거의 치지 않고 실제론 러시아 요리점에서 포커의 프로로 활약했으며, 7년간 한번도 진 적이 없다한다. 이 사무소에는 나루호도와 미누키이외엔 아무도 소속 되어 있지 않고 수입은 나루호도보다 프로 마술사인 미누키의 쪽이 많다.
게다가 나루호도가 교통사고를 당한 후엔 미누키가 집세와 급식비의 걱정을 하고 있는 걸로 보아 역시 수입은 안정되어 있지 않다(다만 미누키에게 용돈을 15년분 가불해 준 것으로 보아 어느정도 저축은 있는 모양)
7년후, 신참 변호사 오도로키 호우스케가 들어오고부터 법률사업이 부활, "나루호도 뭐든지 사무소"로 개명. 다만 나루호도가 오도로키나 미누키와 행동을 같이 하는 일은 거의 없다
또 4 제4화에서 재판원제도의 시뮬레이션을 맡고 있다. 그 후, "난 피아노를 치는 것 보단 이 쪽의 일이 맞는다"라고 말한다. 그 후 엔딩에선 다시 사법시험을 본다는 발언을 하고 있지만 그 진의는 확실하지 않다. 하지만 재판원제도의 책임자가 되어 법조계에 일정한 영향력을 가진 인물이라고 할 수 있어, 4에서 그의 위치는 불확실한 점이 많다.
4에서 오도로키가 그에 대해서 "우리 세대에 모르는 사람이 없다"라고 말하고 있다.
그리고 오로도키가 온지 1년후 역전재판5에서 나루호도는 변호사로 다시 나서게 된다.

## 그 외
상당한 강운의 소유자로 이미 말한대로 예술학부에서 현역으로 사법시험에 합격한 것 외에도 법정에서 항상 역전극을 펼친다.그저 "운이 좋다"라는 건 반드시 좋은 방향은 아니고 3에서 약 12미터의 높이에서 한겨울의 강에 추락해 감기에 걸리고(역으로 말하면 그것만으로 끝났다), 4에선 차에 치여서, 10미터를 날아가 전신주에 머리를 부딪쳤는데도 불구하고 발목만 삐는 것으로 끝나는 등(교통사고를 목격한 야쿠자도 놀라서 "칼받이로 썼으면 좋겠다"라고 말하고 있다), 카루마 메이에게 "운이 좋은지 나쁜지 이해하기 어려운 남자"라고 불리는 상황에 빠지기도 한다
추리물 주인공이기 때문인지 1~4까지 6건의 살인사건에 말려들어가(1 2화 2 2,4화 3 1,5 화, 4 1화), 만화판에서도 종종 살인사건에 휘말리고 있다
핸드폰을 가지고 있지만 청색의 플립형으로 2016년에 이런 디자인의 핸드폰이 존재하는 거시 불가사의일 정도로 낡은 것으로 카메라 기능은 없다. 4에서 이 전화를 조사하면 배터리 커버를 검테이프로 붙여서 사용하고 있는 모습을 볼 수 있다(오도로키에 따르면 "여유가 없는건지 흥미가 없는건지"). 덧붙여 착신 멜로디는 소생 제5화부터 "대에도전사 토노사맨"의 테마로 되어있다
캡콤의 게임 "뷰티플 죠 스크랫치!"의 배경에 "BOOKS 나루호도"란 가게가 있다. 아마도 3의 고도검사 성우가 같은 게임의 디렉터 카미야 이기 때문이라고 생각된다

## 경력
괄호 안의 숫자는 게임에서의 편수이다.
- 2001.?.??, 〈역전, 그리고 안녕〉(내화內話) 학급재판 피고.
- 2013.4.11, 〈추억속의 역전〉(3-1) 피고인.
- 2016.8.3, 〈첫 번째 역전〉(1-1) 변호인.
- 2016.9.5~2016.9.9, 〈역전 자매〉(1-2) 피고인 겸 변호인.
- 2016.10.14~2016.10.20, 〈역전의 토노사맨〉(1-3) 변호인.
- 2016.12.25~2016.12.28, 〈역전, 그리고 안녕〉(1-4) 변호인.
- 2017.2.22~2017.2.25, 〈소생하는 역전〉(1-5) 변호인.
- 2017.6.16~2017.6.22, 〈재회, 그리고 역전〉(2-2) 변호인.
- 2017.9.8, 〈잃어버린 역전〉(2-1) 변호인.
- 2017.12.26~2017.12.30, 〈역전 서커스〉(2-3) 변호인.
- 2018.3.20~2018.3.23, 〈안녕히, 역전〉(2-4) 변호인.
- 2018.9.11~2018.9.14, 〈도둑맞은 역전〉(3-2) 변호인.
- 2019.1.6~2019.1.8, 〈역전의 요리법〉(3-3) 변호인.
- 2019.2.6~2019.2.10, 〈화려한 역전〉(3-5) 변호인.
- 2019.4.19, 변호사 뱃지 박탈당함.
- 2025.4.17~2025.4.20, 〈역전의 조커〉(4-1) 피고인.
- 2025.10.7~2025.10.9, 〈역전을 잇는 자〉(4-4) 재판원 제도 시뮬레이트 재판의 총지휘.

## 관련 인물
- 나루호도 류이치 : 역전의 변호사. 현 나루호도 법률 사무소 소장
- 미츠루기 레이지 : 역전의 검사. 나루호도의 숙명의 라이벌이자 친구. 나루호도가 변호사가 된 계기를 마련해 준 장본인.
- 야하리 마사시 : 미츠루기와 더불어 나루호도의 초등학교 친구. '사건의 뒤에는 역시나 야하리'라고 할 정도로 경거망동을 밥먹듯이 하는 인물. 미녀를 보면 정신을 못차린다.
- 아야사토 치히로 : 전 아야사토 법률 사무소 소장. 나루호도의 영원한 스승. 1-2 역전 자매 편에서 사망.
- 아야사토 마요이 : 치히로의 동생이자 차기 쿠라인류 영매도의 당주, 현 나루호도 류이치 사무소의 부소장이자 쿠라인류 영매도의 차기 당주.
- 아야사토 마이코 : 치히로와 마요이의 어머니. 현 쿠라인류 영매도의 당주. DL6호 사건의 영매 실패 이후 행방불명,역재3-5편에서 사망
- 아야사토 키미코 : 하루미의 어머니이며 마이코의 언니. 하루미를 차기 쿠라인류 영매도의 당주로 내세우고자 마요이를 위험에 빠뜨리나, 이 일이 발각되어 형무소에서 형 집행을 기다리고 있다.
- 아야사토 하루미 : 마요이의 사촌동생. 2-2편부터 나루호도의 두 번째 조수로 있다. 마요이를 능가하는 영력을 지닌 강한 영매사. 마요이가 나루호도에게 준 곡옥에 힘을 불어넣어 준 장본인.
- 호시카게 소라노스케 : 호시카게 법률 사무소 소장이자 치히로의 스승이며 뛰어난 능력의 베테랑 변호사.
- 미츠루기 신 : 미츠루기 레이지의 아버지이며 솜씨 좋은 베테랑 변호사. DL6호 사건의 피해자.
- 카루마 고우 : 수십년간 불패신화를 자랑하는 베테랑 검사. 미츠루기의 스승이며 DL6호 사건의 진범. 사건의 전말이 밝혀진 후 현재 형무소에 복역중.
- 카루마 메이 : 카루마 검사의 딸로 13세에 검사의 칭호를 받을 정도로 뛰어난 능력을 가진 엘리트 검사. 나루호도에게 복수하기 위해 미국에서 왔다.
- 고도 : 역전재판3-2에서 갑작스레 등장한 뉴페이스 검사. 그러나 엄청난 실력을 가졌으며 나루호도에게 안좋은 집념을 갖고 있다. 이사람의 원래 이름은 카미노기 소류이다.
- 카미노기 소류 : 7년 전 재판소 독살미수사건의 피해자. 치히로의 선배이자 연인.
- 나루호도 류노스케 : 대역전재판에 나온 19세기 인물로, 나루호도 류이치의 조상. 그 역시 변호사를 꿈꿨다.
- 호우즈키 토모에 : 치히로의 선배이자 호우즈키 아카네의 유일한 가족이자 언니. 수석 검사다. 우울하고 까칠했지만 후에 미소를 되찾았다. 현재는 아카네와 연락 받는 사이.